# NGC 477
NGC 477 là một thiên hà xoắn ốc trong chòm sao Tiên Nữ. Nó nằm cách Trái Đất khoảng 250 triệu năm ánh sáng và được phát hiện vào ngày 18 tháng 10 năm 1786 bởi nhà thiên văn học William Herschel.